# Wauseon
Wauseon är administrativ huvudort i Fulton County i delstaten Ohio. Orten har fått sitt namn efter potawatomihövdingen Wauseon. 1870 utsågs Wauseon till huvudort i countyt. Enligt 2010 års folkräkning hade Wauseon 7 332 invånare.

## Kända personer från Wauseon
- Jon Lugbill, kanotist